# Elizabeth Gurley Flynn
Elizabeth Gurley Flynn, född 7 augusti 1890 i Concord i New Hampshire, död 5 september 1964 i Moskva, Sovjetunionen, var en amerikansk socialist, feminist och medborgarrättskämpe.
Flynn var en av grundarna av medborgarrättsorganisationen American Civil Liberties Union (ACLU) 1920 och förespråkare för kvinnors rättigheter, preventivmedel och kvinnors makt över sina kroppar. Hon gick med i USA:s kommunistiska parti 1936 och blev partiets ordförande 1961.

## Biografi
Flynn växte upp i en socialistisk arbetarklassfamilj och blev tidigt aktiv i den socialistiska rörelsen. Hon var bara 16 år när hon höll sitt första tal “What Socialism Will Do for Women” på Harlem Socialist Club.
Hon hoppade av skolan 1907 för att ägna sig helt åt den socialistiska organisationen Industrial Workers of the World (IWW).
1927–1930 var hon ordförande för International Labor Defense.
Flynn dog 1964 under ett besök i Sovjetunionen. Hon fick en statsbegravning på Röda torget där över 25 000 personer deltog. Hennes kropp flögs till USA och begravdes på Waldheim Cemetery i Chicago, i närheten av gravarna efter Eugene Dennis, Bill Haywood, Emma Goldman och Haymarketmartyrerna.  

## Eftermäle
Joe Hills sång Rebel Girl inspirerades av Flynn.
Flynns tal vid hennes rättegång 1952 listas som nummer 87 i American Rhetorics 100 bästa tal från 1900-talet.
Flynns självbiografi I Speak My Own Piece: Autobiography of “The Rebel Girl” publicerades 1955.
En fiktiv version av Flynn avbildas i John Updikes roman In the Beauty of the Lilies där hon sägs ha haft en affär med anarkisten Carlo Tresca. Det stöds av Flynns brev och memoarer.